# 日部
日部（にちぶ）は、漢字を部首により分類したグループの一つ。
康熙字典214部首では72番目に置かれる（4画の12番目。辰集の最初）。

## 概要

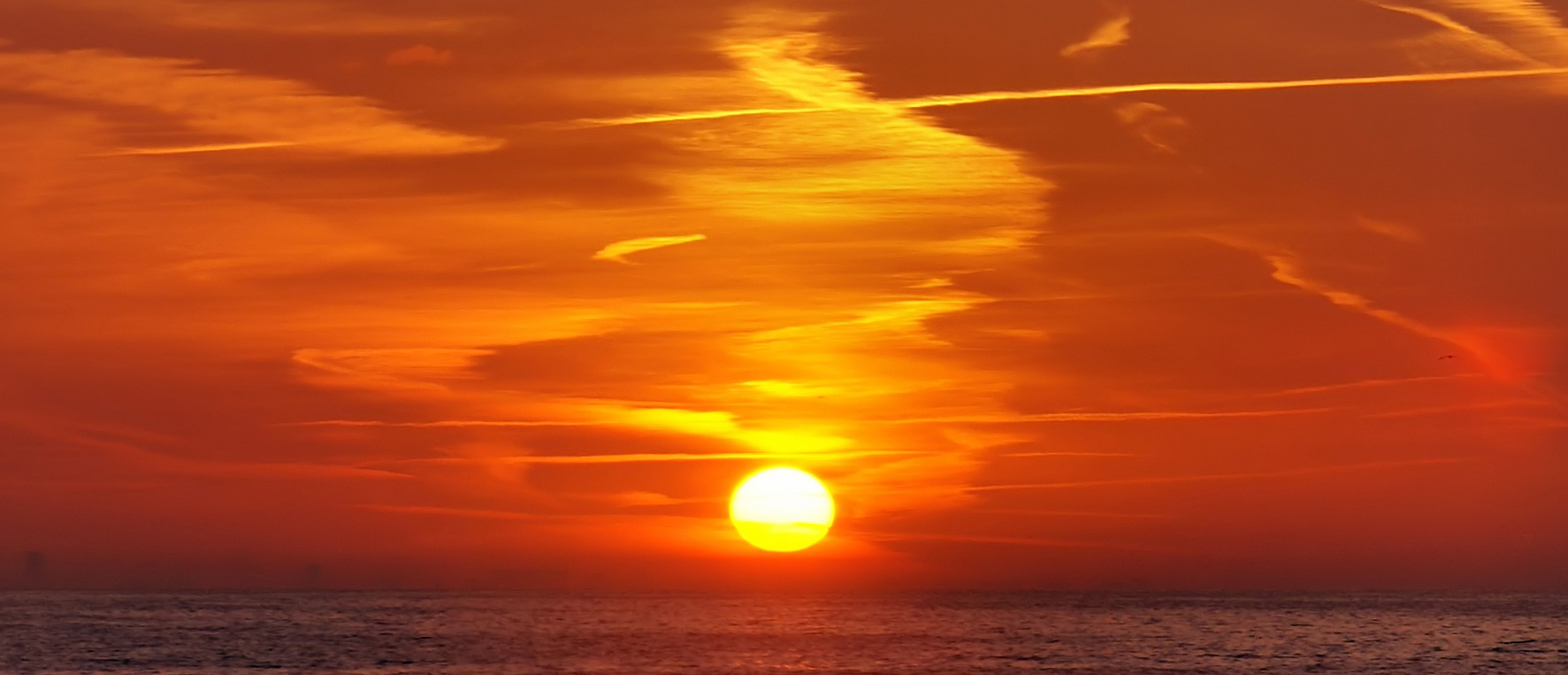

「日」の字は太陽や1日を意味し、太陽の形に象る。
偏旁の意符としては太陽や時間・天候・気象・天文・明暗などに関することを示す。
日部は上記の意符を構成要素とする漢字を収める。
現代の中国の簡体字の部首分類法では、日部と曰部は統合されており、日本の漢和辞典でも一部ではそうしている場合がある。

## 部首の通称
- 日本：にち・ひへん・にちへん
- 中国：日字旁・日字頭
- 韓国：날일부（nal il bu、ひの日部）
- 英米：Radical sun

## 部首字
日
- 広韻 - 入質切、質韻
- 詩韻 - 質韻、入声
- 三十六字母 - 日母
- 日本語 - 音：ジツ（漢音）・ニチ（呉音） 訓：ひ
- 中国語 - ピンイン：rì 注音：ㄖˋ ウェード式：jih 4
- 越南語 - nhật, nhựt
- 朝鮮語 - 訓音：날（nal、1日）・해（hae、太陽） 일(il)

大篆
小篆

## 例字
- 日・旦・旭
- 昔・春・普・智・暮
- 明・映・昨・時・晴・暖・暗・昭・旺・晩

## 名字・地名
日部（かべ、くさべ、ひべ）という日本人の名字や、日部神社（くさべじんじゃ）という神社がある。